# Roxas (Oriental Mindoro)
Roxas (Bayan ng Roxas) är en kommun i Filippinerna. Kommunen ligger på ön Mindoro, och tillhör provinsen Oriental Mindoro. Folkmängden uppgår till 41 265 invånare.

## Barangayer
Roxas är indelat i 20 barangayer.
| - Bagumbayan (Pob.) - Cantil - Dangay - Happy Valley - Libertad - Libtong - Mabuhay - Maraska - Odiong - Paclasan (Pob.) | - San Aquilino - San Isidro - San Jose - San Mariano - San Miguel - San Rafael - San Vicente - Uyao - Victoria - Little Tanauan |